# Боги (фільм)
«Боги» — художній фільм польського виробництва, знятий 2014 року. Фільм біографічний, про польського кардіохірурга Збігнєва Релігу, який першим у Польщі здійснив вдалу пересадку серця. У фільмі докладно показані умови, в яких працювали лікарі-новатори.
Фільм був відзначений на кінофестивалі у Гдині. Отримав нагороду «Золоті леви» як найкращий фільм. Також фільм отримав нагороди в номінаціях «Головна чоловіча роль», «Сценарій», «Грим».

## У фільмі знімались
- Томаш Кот — Збігнєв Реліга
- Пйотр Гловацький — Маріан Зембала
- Шимон Пйотр Варшавський — Анджей Боченек
- Магдалена Червінська — Анна Реліга, дружина Збігнєва
- Рафал Завєруха — Ромуальд Чихонь
- Марта Щисловіч — Магда, медична сестра
- Кароліна Пєхота — Крися, медична сестра
- Войцех Солаж — анестезіолог
- Аркадіуш Янічек — перфузіолог
- Цезарі Кощинський — Роман Влодарський
- Конрад Бугай — молодий лікар
- Магдалена Кошмарек — Йолка, медична сестра
- Магдалена Врубель — Міхаліна, медична сестра
- Мілена Сушинська — Гощка, медична сестра
- Ян Енглерт — професор Вацлав Щитковський
- Владислав Ковальський — Ян Мол
- Збігнєв Замаховський — Станіслав Пасик
- Маріан Опаня — Ян Нелюбович
- Малгожата Лата — Евка, пацієнтка
- Кінга Преіс — мати Евки
- Ришард Котис — член комісії з лікарської етики
- Влоджімеж Адамський — член комісії з лікарської етики
- Маріан Зембала — член комісії з лікарської етики
- Анджей Боченек — член комісії з лікарської етики
- Девід Л. Прайс — референт
- Магдалена Лампарська — офіціантка
- Францишек Вишневський — ксьондз [2]